# سالي فلويد
سالي فلويد (بالإنجليزية: Sally Floyd)‏ عالمة حواسيب في المعهد الدولي لعلوم الحاسوب في بيركلي - كاليفورنيا تقاعدت في عام 2006
وقد اكتسبت شهرتها من عملها في مجال السيطرة على الاكتظاظ في الانترنت وقد كانت المخترعة لمخطط الإدارة في الانتظار النشيط للكشف المبكر العشوائي f Random Early Detection active queue management scheme
وهي المؤلفة المشاركة على مستوى بروتوكول التحكم بالانتقال TCP و الانتقائية SACK والاعلام المزدحم الصريح ENG وبروتوكول التحكم المزدحم لمخطط البيانات
DCCP ومعدل التحكم الودود لبروتوكول التحكم بالانتقال TFRC
تلقـت فلويد درجة البكالوريوس في علم الاجتماع من جامعة كاليفورنيا في بيركلي في عام 1971 ثم تلقت ماجستير في علوم الحاسوب في عام 1984 و درجة الدكتوراه في عام 1987 , و كلاهما من جامعة كاليفورنيا - بيركلي.
تلقت جائزة الانترنت من IEEE في عام 2005 و جائزة الـ ACM SIGCOMM في عام 2007 من أجل اسهاماتها في السيطرة على الاكتظاظ